# Metaphidippus coccinelloides
Metaphidippus coccinelloides là một loài nhện trong họ Salticidae.
Loài này thuộc chi Metaphidippus. Metaphidippus coccinelloides được Cândido Firmino de Mello-Leitão miêu tả năm 1947.